# Piotr Patryk Lewkowicz
Piotr Patryk Lewkowicz (ur. 1959 w Nowej Soli) – polski malarz, rysownik, aktor teatralny, fotograf, happener, performer związany twórczo z regionem karkonoskim, a także z Paryżem.

## Życiorys
Absolwent Państwowej Wyższej Szkoły Sztuk Plastycznych w Poznaniu. W czasach studenckich aktor powstałego 4 stycznia 1976 roku nowosolskiego Teatru Terminus A Quo. W latach 1980–1983 pracował jako plastyk w Nowosolskim Domu Kultury, zaś w latach 1983–1988 jako instruktor plastyki w Domu Kultury w Karpaczu. W 1986 założyciel i do 1992 roku lider grupy malarzy, tworzących i publikujących pod nazwą „eR” przy Jeleniogórskim Towarzystwie Społeczno-Kulturalnym (JTSK) w Jeleniej Górze. Jego prace były prezentowane na wielu wystawach indywidualnych i zbiorowych w Polsce, Niemczech, Czechach czy we Francji. Ponadto wystawiał swoje prace oraz brał udział w licznych wydarzeniach kulturalnych na Dolnym Śląsku, m.in. w: Lwówku Śląskim (Galeria „Klatka”, LOK), Jeleniej Górze (m.in. Galeria „Promocje” ODK, Osiedlowy Dom Kultury; Galeria „Muflon”, JCK Muflon; Jeleniogórskie Centrum Informacji i Edukacji Regionalnej – Książnica Karkonoska) czy Karpaczu (spotkanie autorskie pt. Tadeusz Różewicz. Paryż - Linia nieskończoności w Muzeum Sportu i Turystyki, 2024), a także w Muzeum Miejskim w Nowej Soli (wystawa malarstwa pt. W przestrzeni świadomości, 2009), gdzie znajduje się namalowany przez niego portret o. Medarda. Od wielu lat jest związany zawodowo z Paryżem, gdzie powstała jego autorska koncepcja artystyczna, którą nazwał Linią nieskończoności. Jest także happenerem, performerem i twórcą działań parateatralnych. Na wernisażach prezentował również swoje fotografie (m.in. Biennale Fotografii Górskiej, JCK (Jeleniogórskie Centrum Kultury); Paryż - Linia nieskończoności. Idąc dalej..., Galeria „Korytarz”, JCK – 2019). W 2008 roku nakładem Jeleniogórskiego Centrum Kultury, ukazał się album jubieuszowy zatytułowany Biennale Fotografii Górskiej 1980–2008 w którym znajdują się m,in. jego prace. Publikacje w kwartalniku Ostragehege – Zeitschrift für Literatur und Kunst. Autor ilustracji do wierszy m.in. Czesława Miłosza, Wisławy Szymborskiej, Zbigniewa Herberta, Urszuli Kozioł, Wojciecha Izaaka Strugały czy Petera Gechrisha. Zilustrował także Poesiealbum 299 (wyd. Märkischer Verlag, Wilhelmshorst, 2012) z poezją Tadeusza Różewicza, pochodzący ze znanej niemieckiej serii wydawniczej Poesiealbum, publikowanej w latach 1967–1991 i ponownie od 2007 roku. W 2021 roku Muzeum Miejskie w Nowej Soli, wydało książkę Edwarda Jabłońskiego pt. Kulturalna Nowa Sól: z dziejów zakładowych i miejskich domów kultury 1946-2010, której jest jednym z bohaterów.

## Wybrane wystawy indywidualne[19]
- 1993: Galeria „Klatka” – LOK, Lwówek Śląski
- 1993: Landratsamt – Görlitz (Niemcy)
- 1994: Galeria „Korytarz” – RCK, Jelenia Góra
- 1995: Galeria MDK – Zgorzelec
- 1995: Landratsamt – Görlitz (Niemcy)
- 1995: „Kleine Galerie” – Weißwasser (Niemcy)
- 1995: Landratsamt – Görlitz (Niemcy)
- 1996: Bildungszentrum Doner & Partner – Görlitz (Niemcy)
- 1999: Realizacja i odsłonięcie fresku Magiczny świat – Ośrodek Ministerstwa Sprawiedliwości w Karpaczu
- 1999: Galeria „Piwnica Staromiejska” – Zgorzelec
- 1999: Prezentacje – sztuka, poezja, muzyka polska – prywatny salon „Miler”, Mantes-la-Ville (Francja)
- 2000: Galeria „M” – Nowa Sól
- 2000: Salon Restaurant „Mazurka” – Paryż (Francja)
- 2001: Galeria „Pod Brązowym Jeleniem” – MDK, Jelenia Góra
- 2001: Galeria „Klatka” – LOK, Lwówek Śląski
- 2001: Galeria MDK – Zgorzelec
- 2002: Salon Hotelu „Konradówka” – Karpacz
- 2003: Realizacja działania – plastyczny happening Wieża Babel – rynek w Görlitz (Niemcy)
- 2005: Salon „ASB” – Görlitz (Niemcy)
- 2005: Galeria „Korytarz” – Paryż, linia nieskończoności – JCK, Jelenia Góra
- 2008: Galeria MDK – Zgorzelec
- 2008: Galeria – LOK, Lwówek Śląski
- 2008: Placówka Historyczno-Muzealna przy Powiatowej i Miejskiej Bibliotece Publicznej – Lwówek Śląski
- 2008: Galeria „Pod Brązowym Jeleniem” – MDK, Jelenia Góra

## Wybrane wystawy zbiorowe[19]
- 2002: Kulturhistorisches Museum – Görlitz (Niemcy)
- 2004: „Oberlausitz Kunstpreis” – Pulsnitz (Niemcy)
- 2005: Budynek Parlamentu Saksońskiego – Drezno (Niemcy)
- 2006: Muzeum Karkonoskie – Jelenia Góra
- 2008: Muzeum Regionalne – Chrastava (Czechy)
- oraz w innych miastach – m.in.: Bolesławiec, Lwówek Śląski, Szklarska Poręba, Jelenia Góra, Cieplice, Karpacz, Kowary, Białystok, Kamień Pomorski, Wałbrzych, Wleń, Dzierzgoń, Malbork, Elbląg, Gdańsk, Wrocław, Niesky (Niemcy), Bautzen (Niemcy), Görlitz (Niemcy), Meissen (Niemcy), Drezno (Niemcy), Zittau (Niemcy), Löbau (Niemcy), Königshain (Niemcy) czy Avion (Francja).

## Ilustracje do wybranych książek i albumów
- Hanna Kowalewska – Das Reicht für eine Irrfahrt durch Polen: Gedichte (wyd. Leipziger Literaturverlag – Leipzig, 2010) – antologia wierszy następujących autorów: Urszula Małgorzata Benka, Marianna Bocian, Maciej Cisło, Maria Cyranowicz, Darek Foks, Wojciech Gawłowski, Konrad Góra, Zbigniew Herbert, Marzanna Bogumiła Kielar, Bohdan Kos, Jerzy Bogdan Kos, Urszula Kozioł, Anna Kwietniewska, Krystyna Lars, Karol Maliszewski, Czesław Miłosz, Waldemar Okoń, Wojciech Izaak Strugała, Janusz Styczeń, Wisława Szymborska, Krzysztof Śliwka, Marek Śnieciński, Eugeniusz Tkaczyszyn-Dycki, Wojciech Wencel, Agnieszka Wolny-Hamkało, Bogusław Żurakowski[15]
- Tadeusz Różewicz – Poesiealbum 299 (wyd. Märkischer Verlag, Wilhelmshorst, 2012)[16]
- Slavomir Gvozdenović – Wir kehrten verwundet zurück in die Welt. Gedichte (wyd. Traian Pop, 2018)[6][20]
- Denisa Comănescu – Rückkehr aus dem Exil (wyd. Traian Pop, 2018)[6][21]
- Peter Gehrisch – Hans-Theodors Karneval oder Laßt die Posaunen erklingen! (wyd. Traian Pop, 2024)[6][22]